# Ceramonema jamaicense
Ceramonema jamaicense is een rondwormensoort uit de familie van de Ceramonematidae. De wetenschappelijke naam van de soort is voor het eerst geldig gepubliceerd in 1972 door Haspeslagh.